# Cylistella
Cylistella is een geslacht van spinnen uit de familie springspinnen (Salticidae).

## Soorten
De volgende soorten zijn bij het geslacht ingedeeld:
- Cylistella adjacens (O. P.-Cambridge, 1896)
- Cylistella castanea Petrunkevitch, 1925
- Cylistella coccinelloides (O. P.-Cambridge, 1869)
- Cylistella cuprea (Simon, 1864)
- Cylistella fulva Chickering, 1946
- Cylistella sanctipauli Soares & Camargo, 1948
- Cylistella scarabaeoides (O. P.-Cambridge, 1894)